# Aplastodiscus arildae
Az Aplastodiscus arildae a kétéltűek (Amphibia) osztályának békák (Anura) rendjébe és a levelibéka-félék (Hylidae) családjába tartozó faj. A faj 12 további fajjal együtt csak mostanában, a Hylidae család felülvizsgálatakor került a Hyla nemből az Aplastodiscus nembe.

## Előfordulása
A faj Brazília endemikus faja, azon belül Espírito Santo, Minas Gerais, São Paulo és Rio de Janeiroállamában honos. Természetes élőhelye a trópusi vagy szubtrópusi nedves síkvidéki erdők és folyók. A fajra élőhelyének elvesztése jelent fenyegetést.